# Argentinsko-paragvajska granica
Argentinsko-paragvajska granica je granica između južnoameričkih država Argentine i Paragvaja. Ovu granicu definiraju isključivo tri velike rijeke: Pilcomayo, Paraná i Paraguay, što je jedna od najvećih prirodnih granica na svijetu. Glavni grad Paragvaja, Asunción, leži na jednoj od obala rijeke Paragvaj, koja graniči s Argentinom. Glavni grad Argentine je Buenos Aires, koji leži na jednoj od obala Río de la Plate. Argentina je zemlja s kojom Paragvaj ima najveću granicu, dugu oko 1.689 km. To je druga najveća granica Argentine, nakon Argentinsko-čileanske granice.

## Granični prijelazi
Neki od tradicionalnih argentinsko-paragvajskih graničnih prijelaza:
- Misión La Paz (južno od Santa Victoria Este) - Pozo Hondo (sjeverno od Doctor P. Peña )
- Clorinda - Puerto Falcón
- Formoza - Alberdi
- Puerto Cano - Pilar
- Paso de la Patria - Paso de Patria
- Ituzaingó - Ayolas
- Posadas - Encarnación
- Puerto Iguazú - Presidente Franco

Isla del Cerrito nalazi se na ušću rijeke Paragvaj u Paranu. 
- Zemljovidi Argentine i Paragvaja. Argentina graniči sa 7 paragvajskih departmana, i s okrugom glavnog grada. Paragvaj graniči s 5 argentinskih provincija.
- U argentinskom španjolskom, zbog kulturoloških razloga, sjeveroistočni argentinski dijalekt, nazvan Guarani  (zeleni), je pod jakim utjecajem paragvajskog španjolskog.

## Vanjske poveznice
|  | Zajednički poslužitelj ima još gradiva o temi Argentinsko-paragvajska granica |